# ميشيل فلوري
ميشيل فلوري (بالفرنسية: Michel Fleury)‏ هو عالم آثار ومؤرخ فرنسي، ولد في 17 نوفمبر 1923 في باريس في فرنسا، وتوفي بنفس المكان في 18 يناير 2002.